# Acanthodactylus bedriagai
Acanthodactylus bedriagai là một loài thằn lằn trong họ Lacertidae. Loài này được Lataste mô tả khoa học đầu tiên năm 1881.